# 청맹과니들의 노래
《청맹과니들의 노래》는 1985년 9월 1일에 MBC TV에서 방영되었던 베스트셀러극장이다.

## 출연
- 정진
- 윤여성
- 한영수
- 김해숙
- 서갑숙
- 김혜정
- 신충식
- 김석옥
- 나성균
- 신국
- 윤석오
- 문회원
- 장윤희
- 이동신
- 홍성희
- 노정은